# Barbara Fiorio
Barbara Fiorio (Genova, 1º novembre 1968) è una scrittrice italiana.

## Biografia
Dopo gli studi universitari, si occupa per oltre un decennio di promozione teatrale per alcuni importanti teatri (tra cui Teatro Margherita di Genova, Teatrino di Portofino, Teatro Nazionale di Milano, Politeama Genovese) e, dopo un master in Marketing Communication allo IED, diventa per un altro decennio portavoce del presidente della Provincia di Genova, nel periodo in cui la carica è ricoperta da Alessandro Repetto.
Oggi scrive romanzi, è docente di comunicazione e tiene laboratori di scrittura creativa e di scrittura ironica.
Il suo primo libro, C'era una svolta (Eumeswil, 2009), un saggio ironico sulle fiabe classiche, viene pubblicato nel 2009 e riedito in una nuova veste grafica nel 2019. I suoi libri successivi sono Chanel non fa scarpette di cristallo (Castelvecchi, 2011), Buona Fortuna (Mondadori, 2013) e Qualcosa di vero (Feltrinelli, 2015).
Dal 2014 organizza e gestisce il Gruppo di Supporto Scrittori Pigri, un laboratorio online di scrittura, spin-off del Gruppo di Supporto Fotografi Pigri organizzato dalla fotografa e illustratrice Sara Lando .
Nel 2023 con la firma dell'intero laboratorio esce il libro Un altro ballo ancora, edito da Garzanti , che vede la collaborazione di Alice Basso.
I suoi libri sono stati tradotti in tedesco (Die wahren Märchen meines Lebens, Thiele Verlag, 2016) e in spagnolo (Buena suerte, Suma International, 2014).
Nel 2018 esce il suo quarto romanzo, Vittoria, e partecipa alla raccolta di racconti Il ponte - un'antologia pubblicata per finanziare le vittime del crollo del Ponte Morandi.
Nel 2021 debutta per Rizzoli con La banda degli dei, il suo primo romanzo per ragazzi con cui vince il premio Selezione Bancarellino 2022.

## Opere

### Romanzi
- Chanel non fa scarpette di cristallo, Roma, Castelvecchi, 2011. ISBN 978-8876155246.
- Buona Fortuna, Milano, Mondadori, 2013. ISBN 978-8804625384.
- Qualcosa di vero, Milano, Feltrinelli, 2015. ISBN 978-8807031359.
- Vittoria, Milano, Feltrinelli, 2018. ISBN 978-8807032905
- La banda degli dei, Milano, Rizzoli, 2021. ISBN 978-8817158053
- Un altro ballo ancora, Torino, Garzanti, 2023. ISBN 978-8811003823 scritto assieme agli Scrittori Pigri
- La palestra dei desideri, Milano, Rizzoli, 2025. ISBN 978-8817193818

### Racconti
- La principessa e il più bello, illustrato da Sara Lando. Autoproduzione.
- Spumiglia, nella raccolta collettiva Fiabe per leoni veneziani a cura di Andrea Storti. Venezia, La Toletta, 2012. ISBN 978-8897928096.
- Il giorno dei ragazzi di strada, nella raccolta collettiva Diverso sarò io - racconti sulla diversità a cura di Massimiliano Tosarelli per Pesce Pirata. Pollena (NA), Ad est dell'equatore, 2015. ISBN 978-8895797212.
- La gattara, nella raccolta collettiva Gatti - I racconti più belli a cura di Christian Delorenzo. Torino, Einaudi, 2015. ISBN 978-8806227395.
- Noi eravamo quelli che, nella raccolta collettiva Genova d'autore a cura di Gabriella Kuruvilla. Genova, Morellini editore, 2017. ISBN 978-8862985352.
- Laura e Carlo nella raccolta collettiva Il ponte - un'antologia a cura di Emilia Marasco e Nicolò De Mari. Genova, Il Canneto editore, 2018. ISBN 978-8899567552.
- L’ultimo giorno di scuola nella raccolta collettiva Racconti sotto l'ombrellone a cura di Marco Magnone[4]. Roma, Carlo Gallucci Editore, 2023. ISBN 979-1222101354.

### Saggi
- C'era una svolta, illustrato da Sara Lando. Genova, Eumeswil, 2009. ISBN 978-8889378861. Nuova edizione illustrata da Alice Basso, Piero Fiorio, Sara Lando, Marco Lucente, Alessio Roberti Vittory, Umberto Torricelli. Milano, Morellini, 2019. ISBN 978-8862987035.